# Trần Hưng Đạo
Trần Hưng Đạo (1228, Tức Mặc – 1300) byl vietnamský vojevůdce, který odrazil dva mongolské vpády, což je díky vojenské převaze Mongolů považováno za velký úspěch.
Trần Hưng Đạo se narodil jako příslušník nové královské dynastie Trần pod jménem Trần Quốc Tuấn (陳國峻). Jeho otec byl synem Trần Liễu, což byl bratr císaře Trần Thái Tônga. V roce 1234 však došlo mezi bratry ke sporům ohledně následnictví a Trần Liễu se vzbouřil, ačkoli se nakonec s císařem usmířil, údajně syna před smrtí žádal, aby se vzbouřil a stal se císařem. Ačkoli to měl Trần Hưng Đạo slíbit, nikdy žádnou vzpouru neorganizoval, ani se jí neúčastnil.
V roce 1249 nebo 1250 se oženil s princeznou Thiên Thành s níž měl čtyři syny a dceru. Jeho děti měly u dvora významné úřady, ale žádné z nich nebylo tak významné jako jeho otec. V dubnu 1288 rozdrtil mongolskou invazní armádu v bitvě na řece Bach Dang.
Po porážce Mongolů obdržel titul Thái Sư Thượng Phụ Hưng Ðạo Ðại Vương, po smrti pak obdržel posmrtný titul, což umožnilo vznik řady svatyní s ním spojených.
Mimo vojenských úspěchů napsal knihu o válečné strategii, která se nedochovala, údajně v ní měly být shrnuty poznatky o válečnictví od doby mistra Sun.

## Vojenská kariéra
Trần Hưng Ðạo se proslavil již při prvním vpádu Mongolů v roce 1258, kdy měl za úkol obranu hranic, jeho úkolem nebylo ubránit hranice, ale zdržet Mongoly tak, aby umožnil vyklidit císařský dvůr.